# Paul Schröder
Pour les articles homonymes, voir Schröder.
Ne doit pas être confondu avec Paul Schroeder.
Paul Schröder est un psychiatre, neurologue et enseignant universitaire allemand né le 19 mai 1873 à Berlin et mort le 7 juin 1941 à Leipzig.

## Biographie
Paul Schröder naît le 19 mai 1873 à Berlin. De 1891 à 1896, il étudie la médecine à l'université Humboldt de Berlin, puis à l'université de Graz. En 1897, il obtient sa licence de médecine de l'université de Berlin. En 1905, il complète sa formation en psychiatrie et en neurologie à l'université de Breslau.
De 1905 à 1912, il enseigne la psychiatrie et la neurologie à l'université de Breslau. De 1912 à 1925, il enseigne les mêmes matières à l'université de Greifswald. De 1925 à 1938, il enseigne encore la psychiatrie et la neurologie à l'université de Leipzig.
En 1934, pendant l'ère nazie en Allemagne, Schröder est nommé juge au tribunal de la santé héréditaire. Pendant la Seconde Guerre mondiale, il est chef par intérim de la clinique psychiatrique et nerveuse de l'université de Halle/Saale.
Il meurt le 7 juin 1941 à Leipzig.

## Ouvrages
- (de) Einführung in die Histologie und Histopathologie des Nervensystems, Jena, 1908
- (de) Geistesstörungen nach Kopfverletzungen. Für Neurologen und Chirurgen, Stuttgart, 1915
- (de) Stimmungen und Verstimmungen, Leipzig, 1930
- (de) Kindliche Charaktere und ihre Abartigkeiten, Breslau, 1931
- (de) Ideengehalt und Psychologie des Kommunismus, Leipzig, 1939